# ژان-باپتیست جوردان
ژان-باپتیست جوردان (انگلیسی: Jean-Baptiste Jourdan)، یکی ار فرماندهان ارتش فرانسه از زمان پادشاهی فرانسه تا سلطنت ژوئیه فرانسه بود. وی در زمان ناپلئون به مقام مارشال رسید.